# Complicated (chanson des Rolling Stones)
Pistes de Between the Buttons
Who's Been Sleeping Here?
(9) Miss Amanda Jones
(11)
Complicated est une chanson du groupe de rock britannique Rolling Stones parue en janvier 1967 dans l'album Between the Buttons. Ecrite par Mick Jagger et composée par Keith Richards, la chanson s'adresse à la chanteuse Marianne Faithfull avec qui le premier fréquente.

## Analyse artistique

### Analyse des paroles
Les paroles de la chansons écrites par Mick Jagger s'adresse à la chanteuse Marianne Faithfull qui a succédé à Chrissie Shrimpton dans son cœur. Très attiré par elle, le chanteur prend conscience qu'elle peut constituer un danger pour lui et les autres membres du groupe en raison de ses ennuis répétés avec les autorités.

« Mick me tiendra évidemment pour beaucoup responsable de ce qui arrivera par la suite. Il avait l'habitude de dire que je parlais trop et que les choses que je disais étaient dangereuses »

— Marianne Faithfull

### Structure musicale
Il n'y a pas que la chanteuse qui semble complexe, la chanson semble l'être également. La base instrumentale est d'abord enregistrée en août 1966 aux studio RCA à Los Angeles avec l'ingénieur du son Dave Hassinger et l'arrangeur Jack Nitzsche au piano. Construite avec de nombreux jeux de batterie, elle donne l'impression d'une composition pas aboutie, morcelée et mal maîtrisée par les Rolling Stones. C'est le batteur Charlie Watts qui s'impose dès l'introduction et en assurant avec un bon jeu avec une bonne réverbération. Il est accompagné par le tambourin de Mick Jagger ajouté lors des sessions aux studios Olympic à Londres novembre suivant.
Complicated fait la part belle aux jeux du guitariste Keith Richards aux guitares et à la basse saturée pour doubler le bassiste Bill Wyman. Cependant, les chœurs partagés par Mick et Keith, pas toujours justes, sont assez décalés avec une couleur Flower Power étrange dans ce contexte. Quant à Brian Jones, il assure une partie d'orgue. Complicated est une chanson qui a été difficile à être enregistrée. Bien qu'éloignée de l'univers du groupe ou trop ambitieuse, elle n'en possède pas moins d'un certain charme.

## Équipe technique
- Mick Jagger : chant, tambourin
- Keith Richards : guitare acoustique, guitare rythmique, basse distordue, chœurs
- Brian Jones : orgue
- Bill Wyman : basse
- Charlie Watts : batterie
- Jack Nitzsche : piano
- Andrew Loog Oldham : production
- Dave Hassinger : ingénieur du son au studio RCA
- Glyn Johns : ingénieur du son aux studios Olympic (assisté par Eddie Kramer)